# 張遼
張遼（169年—222年），字文遠，雁門郡馬邑縣（今山西省朔州市朔城區）人。本姓聂，是西漢聶壹之後，为避祸改姓张。東漢末、三國時期曹魏前將軍，五子良將之一，諡號為剛侯。後為歷代所推崇，唐朝时位列古今六十四名將之一。
曾追隨丁原、董卓、呂布軍閥諸侯，後呂布兵敗後，歸降追隨曹操。公元207年爆發白狼山之戰，張遼斬殺烏桓軍首領蹋頓，徹底消滅北方邊疆外族烏桓勢力。公元215年，與李典、樂進以七千兵馬駐守合肥城，爆發合肥之戰，面對東吳孫權親征大軍，率領八百步兵突击吴军军营，使吴军一度混乱，吴将陈武战死，徐盛负伤，差点擒住孫權。經此一役，“登鋒陷陣”以及“張遼止啼”成為流傳千古的典故，中國著名章回小說《三國演義》中的「威震逍遙津」情節，便是以此事為藍本。

## 生平

### 侍從多主
張遼少時爲郡吏，并州刺史丁原以張遼武力過人，召其為從事。中平六年（公元189年），四月，汉灵帝崩。大将军何进召丁原率兵到洛阳，張遼一并前往。何進又遣張遼往河北募兵，共得千餘人。八月，何进被宦官所杀，并州牧董卓进京，杀丁原。張遼還，兵歸董卓。
初平三年（192年），四月，太師董卓被司徒王允、中郎将吕布等人所杀，張遼統兵歸屬呂布，遷任騎都尉。原董卓部將李傕等反，六月，奮武將軍吕布敗走，張遼跟從呂布逃亡。
建安元年（196年），吕布击败徐州牧劉備，任命二十八岁的張遼为魯相。三年（198年），春，張遼时领北地太守，与中郎将高顺攻打屯小沛的刘备，九月，破沛城。十二月，司空曹操杀徐州刺史呂布於下邳。張遼率餘眾歸降，被拜為中郎將，賜爵關內侯。張遼數有戰功，遷裨將軍。

### 功果顯名
建安五年（200年），大将军袁紹派顏良等襲擊白馬。四月，曹操率军前往救援，使張遼、關羽为先锋，击破袁军，杀顏良。后曹、袁相持于官渡。十月，袁绍军溃败，曹操遣張遼平定魯國各縣。
六年（201年），張遼隨夏侯淵討伐東海郡的昌豨，歷經數月，糧秣將盡。商議還軍，張遼向夏侯淵說：「數日，昌豨都會注視著我，其所發矢石又越來越少，此必是昌豨猶豫不定，可以劝誘。」於是向昌豨說要傳達曹操的命令。昌豨下山来對話，張遼說：先依附者能受大賞。昌豨答應投降。張遼隻身上三公山，入昌豨家中，並拜候其家人，昌豨隨之往見曹操。曹操遣昌豨回，訓責張遼說：「這不是大將的所為。」張遼答道：「憑著明公的威信，我既然奉旨前往，昌豨必不敢加害。」
八年（203年），曹操討伐袁譚、袁尚于黎陽，張遼因戰功而晉升為中堅將軍。袁尚堅守鄴城，曹操返回許都，命張遼和樂進攻陰安，遷徙當地居民到河南。九年（204年），張遼随曹操攻取鄴城，又轉攻趙國、常山，招降緣山賊軍及黑山賊孫輕等。
十年（205年），張遼隨曹操討滅袁譚，並另攻海濱，擊敗遼東太守公孙康之将柳毅等。張遼還軍到鄴城，曹操出城迎接，与其共乘一車。曹操表功張遼、樂進和于禁三人，任命張遼為盪寇將軍。張遼別擊江夏各縣，屯兵臨穎，受封為都亭侯。張遼又与何夔征讨矣平賊從钱數千人。

### 立擒賊首
建安十二年（207年），曹操要征討在柳城的袁尚，張遼進諫：「天子在許，若劉表派遣劉備攻之，形勢不利。」曹操不听。張遼隨同曹操北伐，遭遇烏桓軍。張遼力勸曹操接戰，鬥志昂揚。曹操見敌軍不整，將自己的麾旗授予張遼，任命張遼為前鋒出戰。張遼杀單于蹋頓，大破烏桓軍。
后曹操遣張遼屯長社。出發前，軍中有人謀反，趁夜中製造動亂起火，全軍混亂。張遼對左右說：「不要亂動。這不會是全營的人都發生動亂，必定有製造叛亂的人，想要引起其他人的騷動而已。」張遼令不是反叛的人安靜坐下，率領數十親兵，立於陣中，斬殺生事者。張遼与駐紮在潁陰縣的虎威將軍于禁、陽翟縣的折衝將軍樂進彼此不和，曹操命司空掾趙儼參三軍軍事，和睦三人。趙儼護張遼等将參與了赤壁之戰。
十四年（209年），廬江人陳蘭、梅成反于灊縣、六縣。曹操派遣于禁、臧霸等討伐梅成，張遼督張郃、牛蓋等討伐陳蘭。梅成向于禁詐降，乘隙率眾會合陳蘭軍，并逃進灊山中的天柱山，依山防守。張遼要進山，眾將領表示：「我們兵少而道路險要，難以深入。」張遼说：「这就是一與一，勇者向前。」於是到山下安營，进攻，杀陳蘭、梅成，擄獲其軍。曹操論功称赞張遼，增其封邑、给予假節。
十八年（213年），曹操征車騎將軍孫權還，留張遼、樂進、破虏将军李典和七千餘兵卒駐守合肥。十九年（214年） ，孙权征皖城，張遼救援未到时，城已破。

### 三軍奪氣

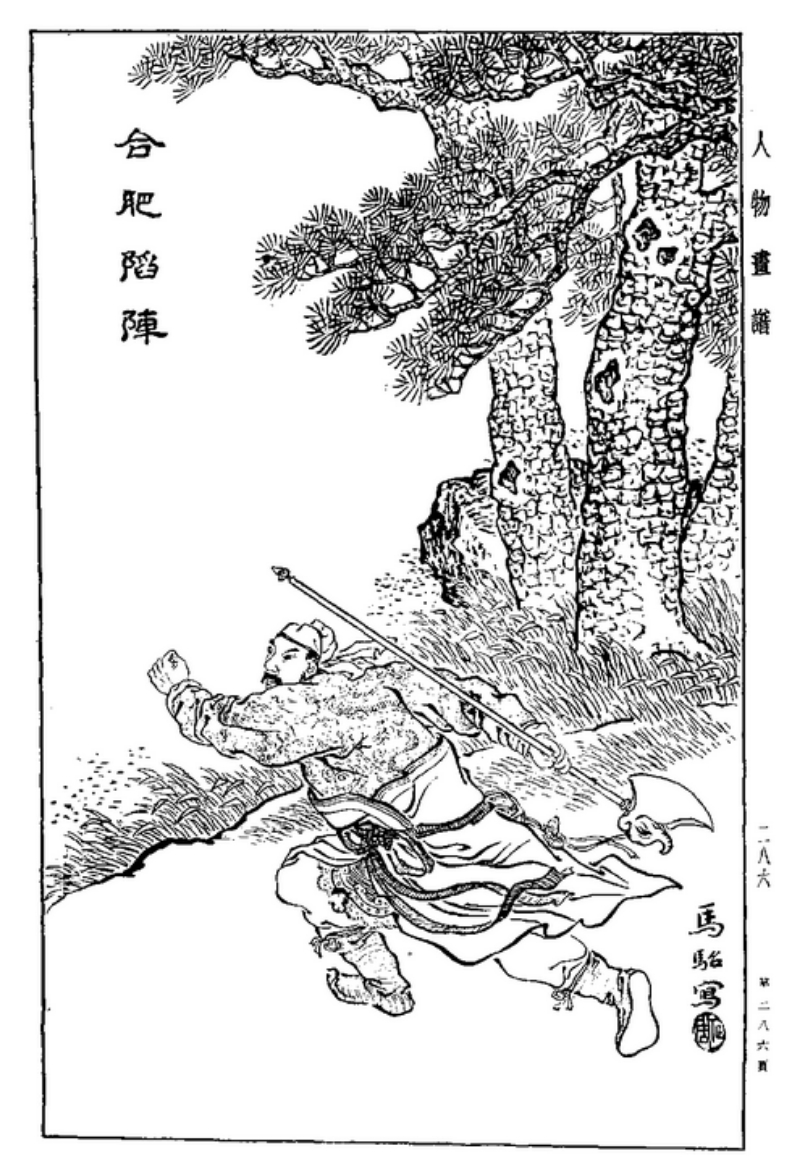
張遼合肥䧟陣

建安二十年（215年），三月，曹操征鎮民中郎將張魯，留函合肥護軍薛悌，写道：敌军來時再打開。八月，孫權率領十萬人攻合肥。張遼等打開信，其上说：「如果孫權來犯，張遼、李典出戰，樂進守城，護軍不得參戰。」將領们有所懷疑。張遼說：「如果等待救兵，此城必破。函中是教导我們趁敌軍未整時出擊，折其軍勢，以安衆人心，事後才可以守住此城。」樂進等人无言。張遼怒道：「是成是敗，在此一戰。若还疑慮，我獨自出击。」李典慨然同意一并出击，張遼连夜募得八百敢死之士。
明日一早，張遼突襲孫權軍，殺數十人，斬二將，大呼自己的名字，直闖至孫權麾旗之下。孫權登上高地以長戟自守，張遼叱喝孫權下來決戰。孫權见張遼兵少，下令包圍張遼，張遼與左右數十人突出。有部屬在重圍中呼救：「將軍棄我乎！」張遼便又翻身殺入重圍，救出餘眾，往來衝突，無人能當。到中午，張遼才回到城中防守，眾將皆服。孫權军攻城十餘日，發生流行病，退兵。前军已发，孫權与呂蒙、蒋钦、凌統、甘寧等千餘人到逍遙津北，張遼率步騎追擊。孫權几乎不免，终在诸将的掩護下逃出。或说張遼曾相遇孫權，但不知道是孫權本人。
经此一役，張遼威震江东，传说其名能止儿啼。曹操對張遼大加讚許，拜其為征東將軍。
二十一年（216年），曹操再征孫權，到達合肥時，循行戰场，嘆息良久。曹操與孫權戰于濡須口，臧霸與張遼同為前鋒。遇上霖雨，水漲，孫權軍船隻前移。大軍不安，張遼想要撤退，臧霸勸止说：要等候曹操的命令。明日果然有令，張遼向曹操说明情況，曹操加封臧霸的官職。曹操增加張遼之兵，徙其屯居巢。
二十四年（219年），關羽攻征南将军曹仁於樊城。張遼率軍前往解救曹仁，未到时，平寇將軍徐晃已經打敗關羽。張遼便與曹操會師摩陂，曹操乘車出來慰勞，並派其屯於陳郡。

### 國之爪牙
建安二十五年（220年），正月，魏太子曹丕襲魏王位，遷張遼為前將軍，賜帛、穀，封其兄張汎及一子為列侯。不久孫權再叛，張遼還屯合淝，進爵都鄉侯。曹丕賜其母輿車，派兵馬送其家人到他駐軍的地方，又命令將吏拜迎。張遼与诸公卿劝曹丕稱帝。十月，曹丕稱帝，再封張遼為晉陽侯，增食邑至二千六百戶。
黄初二年（221年），曹丕在洛陽建始殿引見張遼，問他破吳軍的情況。曹丕聽後對左右讚歎道：「此亦古之召虎也。」曹丕為張遼建造屋舍，又替其母興建殿室，把張遼曾募的敢從之士封為虎賁。孫權再次向曹魏稱臣後，張遼回到雍丘駐守，得了疾病。曹丕特遣侍中劉曄帶太醫應診，虎賁往來傳達張遼病況。曹丕甚至親到張遼軍營執其手問候，賜其御衣，更派太官送御食。病情稍有好轉後，張遼便返回其屯軍之所。
三年（222年），孫權叛。曹丕派張遼乘舟至海陵與征东大将军曹休會合。孫權對其將領說：「張遼雖病，不可當也，慎之！」同年，張遼等击敗孫權的將領呂範。張遼的病情嚴重，卒於江都。曹丕知道之後，非常傷心，諡其為剛侯。其子張虎嗣爵。張遼墓或位於廣陵（今揚州市廣陵區）一帶的華林寺內。
六年（225年），曹丕追念張遼和李典在合肥的功勞，下詔：分遼、典邑各百戶，賜一子爵關內侯。曹芳正始四年（243年），張遼等功臣被祀于曹操之庙。

## 軼事

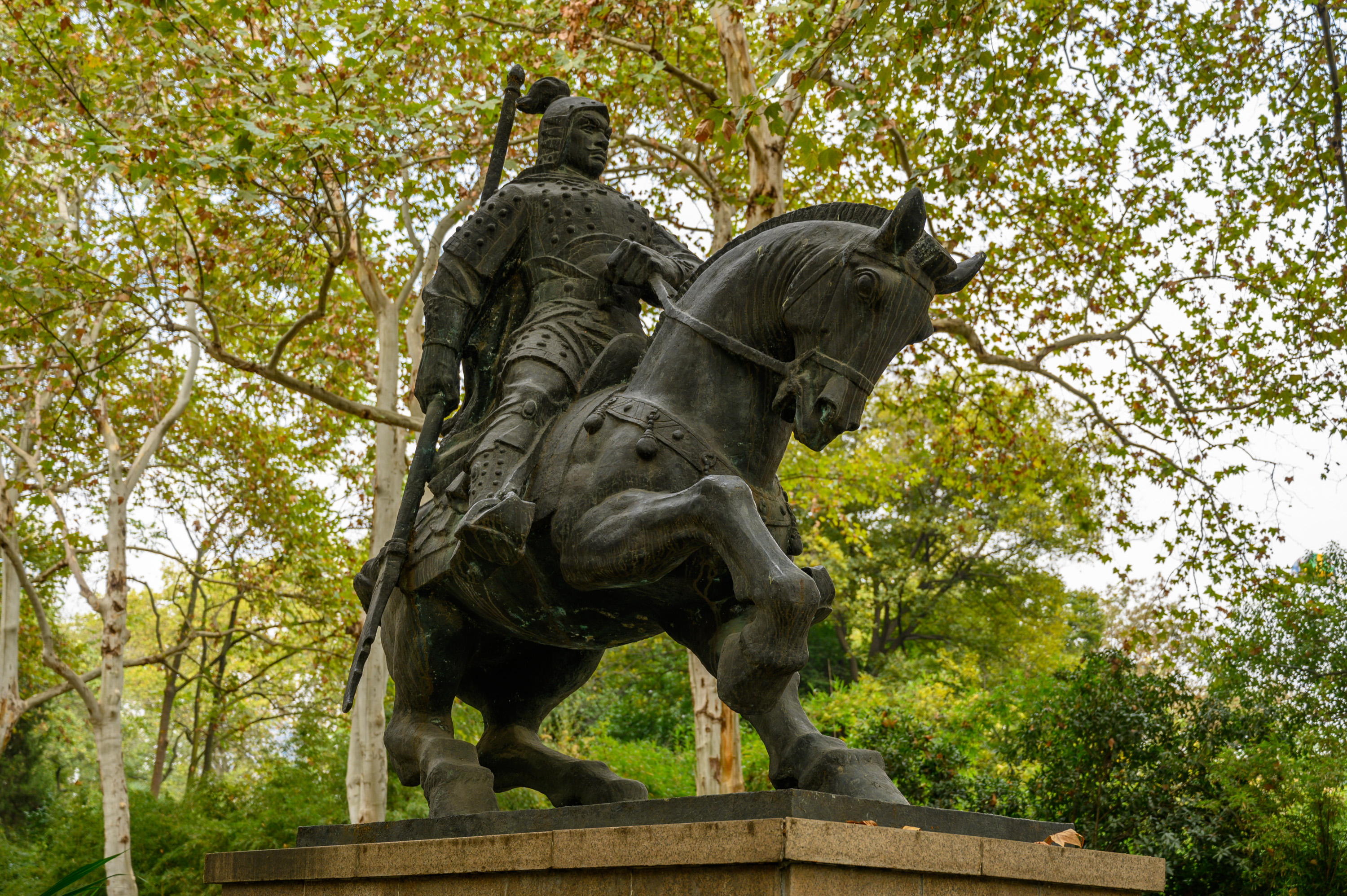
合肥逍遥津张辽像

- 關羽在曹操營下时，曹操派張遼去問關羽的去留之心，關羽表明只會跟隨劉備，張遼想到如果照實說給曹操，怕曹操殺關羽。但不說，又不是事君之道，歎息：「公，君父也；羽，兄弟耳。」便照實說給曹操[71]。此舉被後世所引，南朝宋左僕射劉穆之曾說：「我蒙公恩，義無隱諱，此張遼所以告關羽欲叛也。」[72]尚書右僕射何尚之亦曾言：「臣思張遼之言，關羽雖兄弟，曹公父子，豈得不言？」[73]
- 張遼與護軍武周不和，请治中胡質为護軍，后受胡質勸解，便與武周和好[74]。
- 現安徽省合肥市中心逍遥津公园有張遼的衣冠冢，園中有張遼持刀立馬的青銅塑像。[75]

## 家族
先人
- 聶壹，后因避怨而改姓[76]

兄
- 張汎，因張遼功績被封侯

子
- 張虎，偏將軍，嗣爵晉陽侯[77]

孫
- 張統，張虎之子，嗣爵

## 後世地位
張遼的軍事表現受歷代所尊崇。唐代李翰所撰《蒙求》中有「張遼止啼」一語。建中三年（公元782年），禮儀使顏真卿向唐德宗建議，追封古代名將六十四人（「武成王廟六十四將」），並為他們設廟享奠，當中就包括「魏征東將軍晉陽侯張遼」。同時代被列入廟享名單的只有關羽、張飛、周瑜、呂蒙、陸遜、鄧艾、陸抗而已。及至宋代宣和五年，宋室依照唐代慣例，為古代名將設廟，七十二位名將中即包括張遼。在北宋年間成書的《十七史百將傳》中，張遼亦位列其中。另外，日本小說家吉川英治於作品中創造的「遼來來（遼来々）」一語，即是形容張遼止啼的典故。

## 評價
- 曹操：「武力既弘，計略周備，質忠性一，守執節義，每臨戰攻，常為督率，奮強突固，無堅不陷，自援枹鼓，手不知倦。又遣別徵，統御師旅，撫眾則和，奉令無犯，當敵制決，靡有遺失。論功紀用，宜各顯寵。」（《三國志·卷十七·魏書十七·張樂於張徐傳第十七》）
- 曹丕：「此亦古之召虎也。」[82]
- 孫權：「張遼雖病，不可當也，慎之。」（《三國志·卷十七·魏書十七·張樂於張徐傳第十七》）
- 温恢：「辽等素知王意，后召前至。」（《三国志·卷十五·温恢传》）
- 陳壽：「太祖建茲武功，而時之良將，五子為先。」（《三國志·卷十七·魏書十七·張樂於張徐傳第十七》）
- 孫盛：「夫兵固詭道，奇正相資，若乃命將出徵，推轂委權，或賴率然之形，或憑掎角之勢，羣帥不和，則棄師之道也。至於合肥之守，縣弱無援，專任勇者則好戰生患，專任怯者則懼心難保。且彼眾我寡，必懷貪墯；以致命之兵，擊貪墯之卒，其勢必勝；勝而後守，守則必固。是以魏武推選方員，參以同異，為之密教，節宣其用；事至而應，若合符契，妙矣夫！」（《三國志·卷十七·魏書十七·張樂於張徐傳第十七》）
- 徐彥伯：「衞青開幕，張遼闢土，校尉嫖姚，將軍捕虜。」（《登長城賦》）
- 紇幹濬：「张文远身先士卒，果立殊功。」（《全唐文·卷八百十三》《贈太尉韓允忠神道碑》）
- 《舊五代史·李存孝傳》載：「存孝每臨大敵，被重铠橐弓坐槊，仆人以二骑从，阵中易骑，轻捷如飞，独舞铁楇，挺身陷阵，萬人闢易，蓋古張遼、甘寧之比也。」[83]
- 《智证传》：「魏将张辽，唐将王彦章皆有威名。当时小儿啼不止。其母呼两人者名。而儿啼止。」
- 除了勇猛外，張遼的軍事才能亦極受認同。以兩件事跡最為後世軍事家或小說家所稱頌，其一為208年長社鎮亂，其二為215年合肥之戰。杜佑《通典·卷一百五十·兵三》「料敵制勝」篇中曾引張遼屯長社時擒拿造反者之事為例，注釋說明「張遼審計，立擒賊首，亦同料敵之義」。
- 張仲宣：「張遼運籌之方，可以歸之於先軌；關羽搴旗之效，可以論之於後塵。」（《全唐文·卷四百七》《對知合孫吳可以運籌決勝策》）
- 张预：「设若奋寡以击众，驱弱以敌强，又不选骁勇之士使为先锋，兵必败北也。凡战，必用精锐为前锋者，一则壮吾志，一则挫敌威也。故《尉缭子》曰：‘武士不选，则众不强。’曹公以张辽为先锋而败鲜卑，谢玄以刘牢之领精锐而拒苻坚，是也。」（《孫子集註卷之十》）
- 《十七史百將傳·卷五》：“孫子曰：‘以利動之。’遼諭以先附受賞，而昌豨果降。又曰：‘以靜待譁。’遼安坐中陣而定軍中之亂。又曰：‘三軍可奪氣。’遼折權盛勢，以奪吳人之氣是也。”
- 《續資治通鑑》記載：「二月，丁未朔，夏人圍蘭州，數十萬眾奄至，已據兩關，李浩閉城拒守。鈐轄王文郁請擊之，浩曰：『城中騎兵不滿數百，安可戰？』文郁曰：『賊眾我寡，正當折其鋒以安眾心，然後可守，此張遼所以破合肥也。』」[84]
- 苏籀：「错捐金带子舆台，李典张辽安在哉。济溺我应知大略，摧锋人自得高才。」
- 洪邁《容齋隨筆》亦提到：「張遼走孫權於合肥，郭淮拒蜀軍於陽平，徐晃卻關羽於樊，皆以少制眾，分方面憂。」
- 叶适：「孙权十万攻合肥，守者七千。旁无近援，固已不自保。而辽乃募士八百，击其未合，以至尾追，几获大丑。非操之智，无以使张辽；非辽之勇，而明亦不能自任。胜负成败，盖诚以人，不在众寡。士常如此，则立于积衰甘弱之地，为预怯莫前之说，以自附于明哲者，可察矣。」（《習學記言》）
- 南宋陳元靚《事林廣記·後集·卷四》有贊語頌張遼：「天造草昧，君子經綸。篤生晉侯，為魏元臣。千載嘉會，一代偉人。風雲千載，孰繼後塵。」
- 郝经：「张辽、徐晃诸将壮猛有谋，亦关张之亚匹；然失身于操，终为勇而无义。」（《續後漢書》卷三十四《魏臣·張遼樂進于禁張郃徐晃朱靈李典傳》）
- 朱元璋：「王保保以铁骑劲兵，虎踞中原，其志殆不在曹操下，使有谋臣如攸、彧，猛将如辽、郃，予两人能高枕无忧乎。」（《明史·列傳十一》）
- 宋徵璧：「張遼、趙雲出入敵壘，使敵披靡，以英風猛氣自足懾敵，敵不敢害也，然非大將之道。」（《左氏兵法測要》）
- 黄道周：「魏围昌豨，粮尽欲归。辽请少缓，当中有机。屡视以目，发矢又稀。似可挑诱，因示德威。先附大赏，豨降不违。军中忽乱，绝不惊疑。不反安坐，反者自知。有顷有定，首谋杀之。魏恐贼至，封教相遗。贼来开教，教意颇微。唯辽有识，力战破围。孙权败走，安守合肥。为将若此，方称出奇。」（《廣名將傳》）
- 袁枚《小仓山房外集·赠提督任勇烈公神道碑》以其形容任舉的英勇：「然而公始则霁云断指，继乃公孙洞胸。小白未僵，大黄犹射。又典韦临危之戟，横贯数人。冲张辽已出之围，再呼残卒。浅色黄衫，盖棺之衣早备。玄緌新箧，归元之面如生。可以谓之勇矣，可以谓之烈矣。」
- 賀長齡《皇朝經世文編·兵政·兵法百言中·揭暄》講述將領的「鎮」字原則時，例子亦提到「張遼令不反者皆坐」一事。
- 邵之棠《皇朝經世文統編·經武部》載趙翼《古來用兵兵多者敗》：「其以少擊眾，戰功最著者，如合肥之戰，張遼李典以步卒八百，破孫權兵十萬。」
- 錢基博《近百年湖南學風》載曾國藩語：「孫仲謀之攻合肥，受創於張遼；諸葛武侯之攻陳倉，受創於郝昭；皆初氣過銳，漸就衰竭之故。」
- 陳忠倚《皇朝經世文三編·治體》載鄭觀應《儲將才論》：“古之所谓将才者，曰儒将、曰大将、曰才将、曰战将。英布、王霸、张辽、刘牢之、曹景宗、高敖曹、周德威、扩廓帖木儿等，战将也。”提到不同類型的將領時，將張遼列為戰將。
- 王歆：「曹魏多名将，而张辽为第一。从征柳城，格斩蹋顿；并镇合肥，突权麾下。以八百破十万众，贲育不过其勇也。合肥之战，胜不侥幸，乃得‘急’、‘裂’二字。急者，料敌于先，乘敌不备，破敌未合。权以重兵来犯，以为当者披靡，城守皆深沟高垒，不敢出应，是以惰将统骄卒。逆而击之，安得不破？裂者，募敢死士，以寡凌众，以强践弱，前指渠魁，立夺三军气也。设权杖槊当道，被矢不退，小大之势在，则辽必无功矣。不体天，不察地，不知我，不料敌，是权在合肥之谓也。辽既破贼，长屯居巢，以慑吴人，是魏武之能用人也。世多名将，鲜能终始，时移势易，胜负难以逆料。而‘张辽虽病，不可当也’语，是真畏敌也。辽能全功，或端赖权之功耶？一笑。」
- 梅公毅：「为将之道，胆欲大而心欲细；胆大则勇，心细则智，所以能战胜攻取，即有不利，亦不至一败涂地。三国时将材，可当此者，魏之张辽，汉之赵云而已。」
- 韓兆琦《中國古代文學名著人物形象辭典》提到張遼時稱其「不僅智勇雙全，而且為人忠厚坦誠。在曹魏武將群中，是一個堂堂正正的人格典範。」

## 後世形象

### 艺术創作
三國時繁欽作品《征天山賦》，主要描寫張遼征討陳蘭、梅成時的狀況。賦題寫明：「丞相武平侯曹公東征，臨川未濟，群舒蠢動，割有灊、六，乃俾上將盪寇將軍張遼治兵南岳之陽。」清末民初時期學者古直《曹子建詩箋》指出，陳思王曹植的作品《白馬篇》中的主角，是以張遼於207年征討烏桓時的形象為創作原型的。南北朝時的文學作品中，庾信《哀江南賦》有「張遼臨於赤壁，王濬下於巴丘。乍風驚而射火，或箭重而回舟。未辨聲於黃蓋，已先沈於杜侯。落帆黃鶴之浦，藏船鸚鵡之洲」之句。元代雜劇中，張遼主要有兩個身份：一是呂布手下「八健將」之一，二是曹操的親隨軍師，更有「百計張遼」之稱。托名關漢卿所作的雜劇《關雲長千里獨行》中，張遼的開場白就已道出其出身：「筆頭掃出千條計，腹內包藏七字書。小官姓張名遼，字文遠。幼習儒業，頗看韜略之書。先曾在呂布之下為健將，後在於曹丞相手下為參謀。」而在不少雜劇劇目，張遼與許褚分別擔任曹操軍中重要的文武代表，二人經常作為曹操的心腹愛將而並列。如《劉玄德醉走黃鶴樓》中有「曹操以雄兵百萬，虎將千員。左有百計張遼，右有九牛許褚，獨霸許，虎視中原」句，《諸葛亮博望燒屯》中則有「憑著這諸葛亮關羽張飛，怕甚麼曹孟德張遼的這許褚，更和那孫仲謀魯肅和那周瑜。」句。《三國志平話》中，張遼仍然擔任曹軍軍師，有「智囊先生」的稱號。

### 《三國演義》

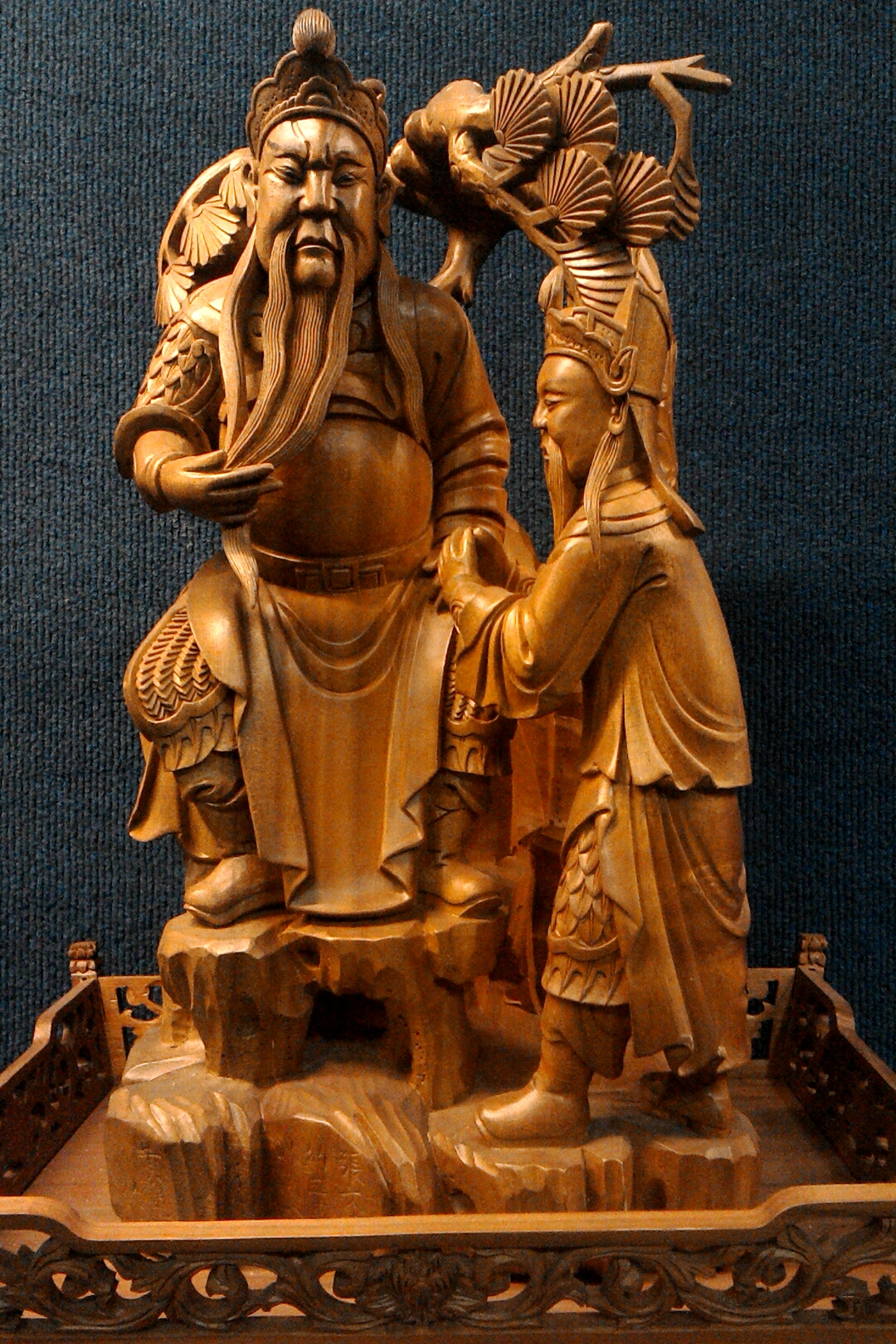
黃龜理「張文遠約三事」木雕，左為關羽，右為張遼。

在章回小說《三國演義》中，由于作者“拥刘贬曹”的主旨，特在張遼身上体现其“忠义”以正面衬托关羽的形象。较之于罗贯中所著《三國志通俗演義》，这点在毛纶、毛宗崗所改《三國演義》中更为明显。
《三國演義》有兩個回目出現張遼的名字，分別是第五十三回《關雲長義釋黃漢升，孫仲謀大戰張文遠》，與及第六十七回《曹操平定漢中地，張遼威震逍遙津》。他先為呂布部將，多番令曹軍陷於苦戰，其武勇連關羽亦甚稱道，他曾對張飛說：「此人（張遼）武藝，不在你我之下。」後來呂布戰敗遭擒，張遼亦成為戰俘，於白門樓上表現剛烈，罵呂布為「匹夫」，大呼曹操為「國賊」，視死如歸。曹操下令絞殺呂布後，劉備、關羽為張遼求情，曹操便待張遼以上賓之禮。張遼感其恩情，於是投降，自此成為曹操將領。第二十五回中，曹操在下邳城外的土山上包圍關羽，張遼請纓勸說關羽暫降曹軍，以報關羽白門樓相救之恩。關羽降曹期間，張遼一直擔任曹操與關羽之間的協調者與斡旋者。後來關羽過五關斬六將，被夏侯惇追趕糾纏，亦賴張遼趕至拆解二人紛爭，讓關羽可以順利離開曹營。張遼跟隨曹操後，一直隨軍征討，不久參與官渡之戰，先後大戰張郃，斬蔣奇，大敗袁尚、沮鵠。在追擊袁熙、袁尚時張遼受曹操任命，秉持軍麾，擔任首將，率領許褚、于禁、徐晃迎擊烏桓軍，張遼更親斬烏桓單于蹋頓，建立諸多戰功。
曹操南下追擊劉備於長坂時，張飛據橋拒守，並威脅曹操如不退兵便深入軍中取其首級，曹操一時被其氣燄嚇退。張遼從後追上曹操，分析張飛只有一人，不足深懼，宜重新追擊。赤壁之戰時，張遼與許褚一起擔任「護衛往來監戰使」，當孫權軍中的黃蓋以詐降計發動火攻時，曹操形勢艱險，張遼親載小舟渡曹操脫難，並射傷黃蓋。曹軍戰敗撤退期間，張遼一直護衛著曹操，為其抵敵呂蒙、張飛，最後曹軍受關羽堵截，張遼的出現令關羽動故舊之情，放過曹操，曹操才得免於難。赤壁戰後，曹操命張遼為主將，引李典、樂進等守合肥，以禦孫權。第五十三回中，孫權親臨合肥戰線，與張遼經歷多場戰爭，均未能攻克合肥，其將領太史慈更於此役中被張遼將計就計射殺。第六十七回，孫權乘曹操遠在漢中的時機，再次引軍進攻合肥，張遼在曹操密令的指示下，靈活調動軍隊，並親自領軍迎擊孫權。最終大敗孫權軍隊，更幾乎擒住孫權。張遼因是役而威震逍遙津，名揚天下。
最後，張遼隨曹丕以大船征伐江東，軍隊被徐盛所擊敗。曹丕登岸逃亡時，吳將丁奉從岸邊殺至，張遼為保護曹丕上前迎敵，卻被丁奉以箭射其腰，回營後不治身亡，曹丕厚葬之。及至魏將曹真、司馬懿主理對蜀戰爭之時，以張遼之子張虎及樂進之子樂綝二人為軍鋒，二人表現平庸。
罗贯中称：「諕杀江南众小儿，张辽名字透深闺。才闻乳母低声说，夜静更阑不敢啼。」
毛宗崗称：「（徐）晃之戰沔水，與張遼之戰合淝，仿佛相類。兩人皆有大將才，故關公與之友善。然（張）遼能救（關）公於患難之中，（徐）晃獨窮（關）公於患難之際，則（徐）晃之為人殆遜於（張）遼。」「张辽之守合淝，其真大将之才乎！大将之才三：既胜而能惧，是其慎也；闻变而不乱，是其定也；乘机以诱敌，是其谋也。宜其为关公之器重欤！惟大将不惧大将，亦惟大将能知大将。」
《三國志》曾有張遼「披甲持戟」的記載。而在《三國演義》裡，張遼的武器主要是大刀，如在第五十三回就有「張遼揮刀來迎」語。

### 動漫遊戲
- 在日本遊戲及動畫中的不少「三國」題材作品裡，張遼經常都有八字鬍，並戴著方形、寬闊的頭盔或氈笠，成為張遼形象化的特色，且各項能力值都有相當水準（如正子公也筆下的張遼[93]）
- 《三國志》
- 《三國演義》
- 《三国杀》
- 《橫山光輝三國志》（橫山光輝）
- 日本遊戲生產商光榮公司所製作的《真·三國無雙》系列[94]、《三國志》[95]、《無雙OROCHI系列》
- 卡普空開發的街機遊戲《吞食天地II 赤壁之戰》，張遼作為其中一關的關主。
- BB戰士三國傳中的張遼格魯古古（張遼ゲルググ）[96]、SD高達世界 三國創傑傳中的張遼沙煞比（張遼サザビー）[97]等。
- 一些動漫作品中，張遼都與故主呂布、好友關羽有著親厚的信賴關係，如漫畫《火鳳燎原》和《蒼天航路》。
- 在日本特攝作品《五星戰隊大連者》中，有一角色名為「鐵面臂張遼」，就是以張遼為創作原型的。[98]

### 影視作品
- 麗的電視本港台電視劇集《三國春秋》（1976年）：由宋嘉豪飾演張遼。
- 亚洲电视（ATV）電視劇《諸葛亮》（1985年）：由郑恕峰飾演張遼。
- 電影《關公》（1992年）：由艾长绪飾演張遼。
- 中國中央電視台電視劇《三國演義》（1994年）：由徐少華、張亞坤、王衛國飾演張遼。
- 電視劇《三國英雄傳之關公》（1996年）：由黄仲裕飾演張遼。
- 電影《诸葛孔明》（1996年）：由刘新春飾演張遼。
- 電影《一代枭雄曹操》（1999年）：由刘新春飾演張遼。
- 電視劇《曹操》（1999年）：由孙长江飾演張遼。
- 中國電視劇《呂布和貂蟬》（2001年）：由赵毅飾演張遼。
- 电视剧《武圣关公》（2004年）：由高天昊飾演張遼。
- 電影《赤壁》（2008年）/電影《赤壁：決戰天下》：由徐豐年飾演張遼。
- 中國電視劇《三国》（2010年）：由程相銀飾演張遼。
- 電影《關雲長》（2011年）：由邵兵飾演張遼。
- 香港無綫電視台電視劇《回到三國》（2012年）：由黃文標飾演張遼。
- 中國電視劇《新洛神》（2013年）：由栗小原飾演張遼。
- 中國電視劇《曹操》（2013年）：由丁俊飾演張遼。
- 中國電視劇《武神趙子龍》（2015年）：由孙浩然飾演張遼。
- 中國電視劇《大軍師司馬懿之軍師聯盟》（2017年）：由劉旭飾演張遼。

## 備註
1. ↑  張遼生年只能憑《三國志‧張遼傳》中載：「從布東奔徐州，領魯相，時年二十八。」推測，但根本無法斷定出呂布到底是建安元年至三年間哪一年讓張遼遙領魯相，即張遼生年範圍為169年-171年間。
2. ↑  《三國志·張遼傳》：张辽字文远，雁门马邑人也。本聂壹之后，以避怨变姓。
3. ↑  s:三國志/卷17：少爲郡吏。漢末，并州刺史丁原以遼武力過人，召爲從事
4. ↑  s:後漢書/卷8：丙辰，帝崩於南宮嘉德殿
5. ↑  s:後漢書/卷75：靈帝崩，原受何進召，將兵詣洛陽
6. ↑  s:三國志/卷17：使將兵詣京都。何進遣詣河北募兵，得千餘人。
7. ↑  s:後漢書/卷8：八月戊辰，中常侍張讓、段珪殺大將軍何進......幷州牧董卓殺執金吾丁原。
8. ↑  s:三國志/卷17：還，進敗，以兵屬董卓。
9. ↑  s:後漢書/卷9：夏四月辛巳，誅董卓，夷三族。
10. ↑  s:三國志/卷17：卓敗，以兵屬呂布，遷騎都尉。
11. ↑  s:三國志/卷07：由是李傕等遂相結還攻長安城。布不能拒，傕等遂入長安。卓死後六旬，布亦敗。將數百騎出武關
12. ↑  s:三國志/卷01：呂布襲劉備，取下邳。
13. ↑  s:三國志/卷17：從布東奔徐州，領魯相，時年二十八。
14. ↑  s:三國志/卷01：英雄記：布由是遣中郎將高順、北地太守張遼等攻備。九月，遂破沛城
15. ↑  s:三國志/卷01：十二月癸酉，曹操擊呂布於徐州，斬之。
16. ↑  陈琳《檄吴将校部曲文》：吕布作乱，师临下邳，张辽侯成，率众出降。
17. ↑  s:三國志/卷17：太祖破呂布於下邳，遼將其衆降，拜中郎將，賜爵關內侯。數有戰功，遷裨將軍。
18. ↑  s:三國志/卷01：使張遼、關羽前登，擊破，斬良。
19. ↑  s:三國志/卷01：紹衆大潰，紹及譚棄軍走
20. ↑  s:三國志/卷17：袁紹破，別遣遼定魯國諸縣。
21. ↑  s:資治通鑑/卷064
22. ↑  s:三國志/卷17：與夏侯淵圍昌豨於東海，數月糧盡，議引軍還，遼謂淵曰......
23. ↑  s:三國志/卷01：春三月，攻其郭，乃出戰，擊，大破之，譚、尚夜遁。
24. ↑  s:三國志/卷17：從討袁譚、袁尙於黎陽，有功，行中堅將軍。從攻尙於鄴，尙堅守不下。太祖還許，使遼與樂進拔陰安，徙其民河南。
25. ↑  s:三國志/卷01：八月......鄴定。
26. ↑  s:三國志/卷17：復從攻鄴，鄴破，遼別徇趙國、常山，招降緣山諸賊及黑山孫輕等。
27. ↑  s:三國志/卷17：從攻袁譚，譚破，別將徇海濱，破遼東賊柳毅等。還鄴，太祖自出迎遼，引共載，以遼爲蕩寇將軍。
28. ↑  s:三國志/卷17：太祖表漢帝，稱進及于禁、張遼曰：「武力旣弘，計略周備，質忠信一，守執節義，每臨戰攻，常為督率，奮彊突固，無堅不陷，自援枹鼓，手不知倦。又遣別征，統御師旅，撫衆則和，奉令無犯，當敵制決，靡有遺失。論功紀用，宜各顯寵。」於是禁為虎威；進，折衝；遼，盪寇將軍。
29. ↑  s:三國志/卷17：復別擊荆州，定江夏諸縣，還屯臨潁，封都亭侯。
30. ↑  s:三國志/卷12：矣平賊從钱，眾亦數千，夔率郡兵與張辽共讨定之。
31. ↑  s:三國志/卷17：從征袁尙於柳城，卒與虜遇，遼勸太祖戰，氣甚奮，太祖壯之，自以所持麾授遼。遂擊，大破之，斬單于蹋頓。傅子曰：「太祖將征柳城，遼諫曰：『夫許，天子之會也。今天子在許，公遠北征，若劉表遣劉備襲許，據之以號令四方，公之勢去矣。』太祖策表必不能任備，遂行也。」
32. ↑  s:三國志/卷01：公登高，望虜陳不整，乃縱兵擊之，使張遼爲先鋒，虜衆大崩
33. ↑  s:三國志/卷17：時荆州未定，復遣遼屯長社。臨發，軍中有謀反者，夜驚亂起火，一軍盡擾。遼謂左右曰：「勿動。是不一營盡反，必有造變者，欲以動亂人耳。」乃令軍中，其不反者安坐。遼將親兵數十人，中陳而立。有頃定，即得首謀者殺之。
34. ↑  《趙儼傳》：時于禁屯潁陰，樂進屯陽翟，張遼屯長社，諸將任氣，多共不協；使儼幷參三軍，每事訓喻，遂相親睦。太祖征荊州，以儼領章陵太守，徙都督護軍，護于禁、張遼、張郃、朱靈、李典、路招、馮楷七軍。
35. ↑  s:資治通鑑考異 (四庫全書本)/卷03：遼傳無年。按繁欽征天山賦云：建安十四年十二月甲辰，丞相武平侯曹公東征臨川未濟羣舒蠢動割有潜六乃俾上將盪冦將軍張遼治兵南岳之陽又去陟天柱而南徂故置於此
36. ↑  繁欽《征天山賦》題序明文記載當時為十二月甲辰日，但此月沒有甲辰。
37. ↑  s:三國志/卷17：陳蘭、梅成以氐六縣叛，太祖遣于禁、臧霸等討成，遼督張郃、牛蓋等討蘭......太祖論諸將功，曰：「登天山，履峻險，以取蘭成，蕩寇功也。」增邑，假節。
38. ↑  s:三國志/卷01：十八年春正月，進軍濡須口，攻破權江西營，獲權都督公孫陽，乃引軍還。
39. ↑  s:三國志/卷17：太祖旣征孫權還，使遼與樂進、李典等將七千餘人屯合肥。
40. ↑  s:三國志/卷47：十九年五月，權征皖城。閏月，克之。
41. ↑  s:三國志/卷54：既而張遼至夾石，聞城已拔，乃退。
42. ↑  s:三國志/卷01：三月，公西征張魯
43. ↑  s:三國志/卷01：八月，孫權圍合肥，張遼、李典擊破之。
44. ↑  s:三國志/卷17：太祖征張魯，教與護軍薛悌，署函邊曰「賊至乃發」。俄而權率十萬衆圍合肥，乃共發教，教曰：「若孫權至者，張李將軍出戰；樂將軍守護軍，勿得與戰。」諸將皆疑。遼曰：「公遠征在外，比救至，彼破我必矣。是以教指及其未合逆擊之，折其盛勢，以安衆心，然後可守也。成敗之機，在此一戰，諸君何疑？」
45. ↑  s:資治通鑑/卷067：進等莫對。遼怒曰：「成敗之機，在此一戰。諸君若疑，遼將獨決之。」李典素與遼不睦，慨然曰：「此國家大事，顧君計何如耳，吾可以私憾而忘公義乎！請從君而出。」
46. ↑  s:三國志/卷17：於是遼夜募敢從之士，得八百人，椎牛饗將士，明日大戰......權守合肥十餘日，城不可拔，乃引退。
47. ↑  s:三國志/卷55：會疫疾，軍旅皆已引出，唯車下虎士千餘人，并呂蒙、蔣欽、凌統及寧，從權逍遙津北。張遼覘望知之，即將步騎奄至。
48. ↑  s:三國志/卷60：《江表传》曰：权征合肥还，为张辽所掩袭於津北，几至危殆。
49. ↑  《水經注·卷三十二》：孫權之攻合肥也，張遼敗之於津北，橋不撤者兩版。權與甘寧蹴馬趨津，谷利自且著鞭助勢遂得渡梁。凌統被鎧落水，後到追及，流涕津渚。
50. ↑  裴松之注吳主傳：《獻帝春秋》：張遼問吳降人：「向有紫髥將軍，長上短下，便馬善射，是誰？」降人答曰：「是孫會稽。」遼及樂進相遇，言不早知之，急追自得，舉軍嘆恨。
51. ↑  宋李昉等《太平御覽人事部第七十五○勇二》：王沈《魏書》：江东小儿啼，恐之曰：“辽来，辽来！”无不止矣。
52. ↑  《太平御覽人事部第一百二十九○啼》：魚豢《魏略》：张辽为孙权所围，辽溃围出，复入，权众破走，由是威震江东。儿啼不肯止者，其父母以辽恐之。
53. ↑  s:三國志/卷17：太祖大壯遼，拜征東將軍。
54. ↑  s:三國志/卷17：建安二十一年，太祖復征孫權，到合肥，循行遼戰處，嘆息者良久。
55. ↑  s:三國志/卷18：霸從討孫權於濡須口，與張遼為前鋒，行遇霖雨，大軍先及，水遂長，賊船稍進，將士皆不安。遼欲去，霸止之曰：「公明於利鈍，寧肯捐吾等邪？」明日果有令。遼至，以語太祖。太祖善之，拜揚威將軍，假節。
56. ↑  s:三國志/卷17：乃增遼兵，多留諸軍，徙屯居巢。
57. ↑  s:三國志/卷32：二十四年......時關羽攻曹公將曹仁
58. ↑  s:三國志/卷17：會權稱籓，召遼及諸軍悉還救仁。遼未至，徐晃已破關羽，仁圍解。遼與太祖會摩陂。遼軍至，太祖乘輦出勞之，還屯陳郡。
59. ↑  s:後漢書/卷9：二十五年春正月庚子，魏王曹操薨。子丕襲位。
60. ↑  s:三國志/卷17：文帝即王位，轉前將軍。〈魏書曰：「王賜遼帛千匹，穀萬斛。」 〉分封兄汎及一子列侯。孫權復叛，遣遼還屯合肥，進遼爵都鄕侯。給遼母輿車，及兵馬送遼家詣屯，敕遼母至，導從出迎。所督諸軍將吏皆羅拜道側，觀者榮之。
61. ↑  s:全三國文/卷28：公卿將軍奏上尊號
62. ↑  s:後漢書/卷9：冬十月乙卯，皇帝遜位，魏王丕稱天子。
63. ↑  s:三國志/卷17：文帝踐阼，封晉陽侯，增邑千戸，並前二千六百戸。
64. ↑  梁章鉅《三國志旁證》：漢三公病，遣中黃門問病。魏、晉則黃門郎，尤重者或侍中。（張）遼位未至公，而遣侍中，蓋寵之也。
65. ↑  s:三國志/卷17：黃初二年，遼朝洛陽宮，文帝引遼會建始殿，親問破吳意狀......
66. ↑  s:三國志/卷17：是月，孫權復叛。
67. ↑  s:三國志/卷17：孫權復叛，帝遣遼乘舟，與曹休至海陵，臨江。權甚憚焉，敕諸將：「張遼雖病，不可當也，愼之！」是歳，遼與諸將破權將呂範。遼病篤，遂薨於江都。帝爲流涕，諡曰剛侯。子虎嗣。
68. ↑  《宋高僧傳·卷十·唐揚州華林寺靈坦傳》：「元和五年相國李公墉之理廣陵也……召居華林寺，寺內有大將軍張遼墓。」
69. ↑  s:三國志/卷17：六年，帝追念遼典在合肥之功，詔曰：「合肥之役，遼典以步卒八百，破賊十萬，自古用兵，未之有也。使賊至今奪氣，可謂國之爪牙矣。其分遼典邑各百戸，賜一子爵關內侯。」
70. ↑  《三國志‧三少帝紀》：秋七月，詔祀故......前將軍張遼......於太祖廟庭。
71. ↑  s:三國志/卷36：初，曹公壯羽為人，而察其心神無久留之意，謂張遼曰：「卿試以情問之。」既而遼以問羽，羽歎曰：「吾極知曹公待我厚，然吾受劉將軍厚恩，誓以共死，不可背之。吾終不留，吾要當立效以報曹公乃去。」；《傅子》曰：遼欲白太祖，恐太祖殺羽，不白，非事君之道，乃歎曰：「公，君父也；羽，兄弟耳。」遂白之。
72. ↑  沈約等著《宋書·卷四十二·劉穆之傳》
73. ↑  《宋書·卷五十三·庾炳之傳》
74. ↑  《胡質傳》：將軍張遼與其護軍武周有隙。遼見刺史溫恢求請質，質辭以疾。遼出謂質曰：「僕委意於君，何以相辜如此？」質曰：「古人之交也，取多知其不貪，奔北知其不怯，聞流言而不信，故可終也。武伯南身爲雅士，往者將軍稱之不容於口，今以睚眦之恨，乃成嫌隙。況質才薄，豈能終好？是以不願也。」遼感言，復與周平。
75. ↑  遊記：逍遙津公園 的存檔，存档日期2011-12-04.
76. ↑  s:三國志/卷17：本聶壹之後，以避怨變姓。
77. ↑  s:三國志/卷17：虎爲偏將軍，薨。子統嗣。
78. ↑  .   [2012-01-20]. （原始内容存档于2016-03-10）.
79. ↑  宋代歐陽修、宋祁等《新唐書·卷十五·志第五·禮樂五·吉禮五》。
80. ↑  元代脫脫等《宋史·卷一零五·志第五十八·禮八·吉禮八》。
81. ↑  （日語）二松学舎大学《三国志の英雄 人気の秘密》：張遼 （页面存档备份，存于）
82. ↑  《三國志·卷十七·魏書十七·張樂於張徐傳第十七》：黄初二年，辽朝洛阳宫，文帝引辽会建始殿，亲问破吴意状。帝叹息顾左右曰：‘此亦古之召虎也。’
83. ↑  《舊五代史·卷五十三·李存孝傳》
84. ↑  《續資治通鑒‧北宋紀‧第七十七卷‧神宗元豐六年》
85. ↑  .   [2012-01-20]. （原始内容存档于2010-06-01）.
86. ↑  .   [2012-01-20]. （原始内容存档于2010-06-01）.
87. ↑  .   [2012-01-20]. （原始内容存档于2010-06-01）.
88. ↑  開放文學：全相平話《三國志平話卷中》 （页面存档备份，存于）載「（曹操）即便立智囊先生張遼為軍師，夏侯惇為先鋒，曹仁為大將」句。
89. ↑  姚大勇. . 伊犁师范学院学报(文理综合版). 1999, (2): 23–28.
90. ↑  毛本《三國演義》第七十六回：「徐公明大戰沔水，關雲長敗走麥城」
91. ↑  《三國志·卷十七·張遼傳》：「平旦，遼被甲持戟，先登陷陳，殺數十人，斬二將，大呼自名。」
92. ↑  《三國演義》第五十三回《關雲長義釋黃漢升，孫仲謀大戰張文遠》：「權綽鎗欲自戰，陣門中一將挺鎗驟馬早出，乃太史慈也。張遼揮刀來迎，兩將戰有七八十合，不分勝負。」
93. ↑  正子公也：張遼 的存檔，存档日期2015-02-08.
94. ↑  .   [2012-01-20]. （原始内容存档于2015-02-08）.
95. ↑  .   [2012-01-20]. （原始内容存档于2015-02-08）.
96. ↑  .   [2012-01-20]. （原始内容存档于2012-07-23）.
97. ↑  .   [2020-03-03]. （原始内容存档于2020-09-06）.
98. ↑  （日語）戦隊・ライダー：怪人まとめ@ ウィキ：鉄面臂張遼 （页面存档备份，存于）

## 延伸阅读
[在维基数据编辑]
 《三國志/卷17》，出自陳壽《三國志》
 在维基共享资源阅览影像